# Apostegania prosthesis
Apostegania prosthesis är en fjärilsart som beskrevs av Louis Beethoven Prout 1938. Apostegania prosthesis ingår i släktet Apostegania och familjen mätare. Inga underarter finns listade i Catalogue of Life.